# Chris Spencer (músico)
Chris Spencer es el vocalista y guitarrista de la banda Unsane, formada en Nueva York, Nueva York, EE. UU. En 1998 al finalizar un concierto fue atacado por cuatro personas luego de un concierto en Viena, Austria por el cual fue hospitalizado sufriendo algunas hemorragias internas por lo cual tuvo que someterse a una importante cirugía. Como resultado la banda tuvo que abandonar las giras por más de 10 meses, en 2000 los Unsane tomaron un descanso y Spence se mudó a California allí fue el vocalista y guitarrista de la banda The Cutthroats 9. Recientemente ha formado Celan una banda de sludge metal junto con el compositor y tecladista Ari Benjamin Meyers.